# Fantome
Die Fantome war ein 1927 gebauter Chartersegler, der im Oktober 1998 mit 31 Mann Besatzung vor der honduranischen Küste sank. Ursprünglich wurde sie als Privatyacht Flying Cloud für Hugh Grosvenor, 2. Duke of Westminster, gebaut.

## Geschichte

### Dienstzeiten

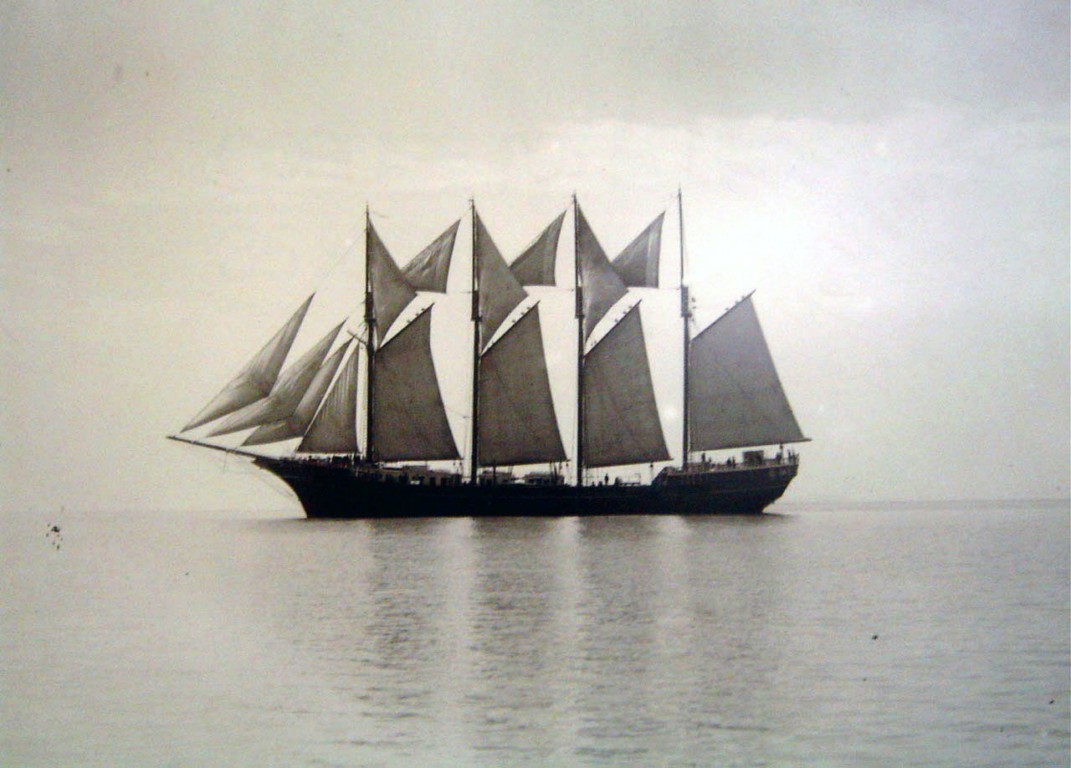
Die Flying Cloud, 1927

Der Duke of Westminster ließ das Schiff 1927 als Flying Cloud bei der Ansaldo-Werft in Livorno bauen. Die Viermast-Barkentine gehörte zu den weltweit größten Schiffen ihrer Art und konnte 128 Gäste beherbergen. Nach zehn Jahren veräußerte der Duke das Schiff an Nelson B. Warden aus Philadelphia, der es mit zwei stärkeren Dieselmotoren versehen ließ. Nach einem Zwischenverkauf an H. J. P. Bomford kaufte Sir A. E. Guinness, ein Mitglied der bekannten Bierbrauerfamilie, den Segler 1937 und benannte ihn in Fantome III um. Im Jahr 1948 starb Guinness und 1956 ging das Schiff an den griechischen Großreeder Aristoteles Onassis, der es bei der Kieler Howaldtswerke-Deutsche Werft umbauen ließ. Später lag die Yacht zunächst rund 13 Jahre in Deutschland auf, wo sich ihr Zustand stark verschlechterte. 1969 erwarb Mike Burke, der Gründer der US-amerikanischen Segelkreuzfahrt-Reederei Windjammer Barefoot Cruises aus Florida das Schiff und ließ es erst nach Skagen und dann nach Spanien schleppen, wo es für etwa sechs Millionen US-Dollar renoviert und zum Chartersegler umgebaut wurde.

### Untergang derFantome
Am 26. Oktober 1998 gab das Schiff unter dem Kommando des 30-jährigen Kapitäns Guyan March seine letzten Passagiere in Belize City ab und verließ darauf den Hafen, um dem herannahenden Hurrikan Mitch auszuweichen. Am folgenden Tag gab es einen letzten Kontakt des Schiffs zu ihrer Reederei Windjammer Barefoot Cruises in Miami Beach. Die Schiffsführung gab an, dass sie sich etwa zehn Seemeilen südlich der Insel Guanaja vor der honduranischen Küste befinde und in einen Sturm mit Windgeschwindigkeiten von 100 Knoten und Wellenhöhen von bis zu 13 Metern geraten sei. Ein C-130-Flugzeug der Küstenwache begann nach der ersten Wetterbesserung am Donnerstagabend des 29. Oktober mit der Suche über dem Seegebiet östlich von Honduras. Am Freitag wurde die Suche fortgesetzt und von Kräften der honduranischen Marine unterstützt. Nach sechs erfolglosen Tagen der Suche brach man diese ab.
Der Untergang der Fantome mit dem Verlust von 32 Menschenleben führte zu Klagen der Hinterbliebenen an einem Gericht in Miami. Dieses stellte in seiner Verhandlung klar, dass das Auslaufen der unversicherten Fantome im Wert von etwa 20 Millionen US-Dollar auf Druck der Reederei Windjammer Barefoot Cruises bei den gegebenen Wetterverhältnissen eine Selbstmordmission für die Besatzung und das Schiff darstellte.